# یواس‌اس ردوینگ (ای‌ام-۴۸)
یواس‌اس ردوینگ (ای‌ام-۴۸) (به انگلیسی: USS Redwing (AM-48)) یک کشتی است که طول آن ۱۸۷ فوت ۱۰ اینچ (۵۷٫۲۵ متر) می‌باشد. این کشتی در سال ۱۹۱۹ ساخته شد.